# Canoagem nos Jogos Olímpicos de Verão de 2016 - C-1 1000 m masculino
A competição C-1 1000 m masculino de canoagem nos Jogos Olímpicos de Verão de 2016 realizou-se nos dias 15 de agosto (provas eliminatórias e semifinais) e 16 de agosto (finais).
Originalmente o moldávio Serghei Tarnovschi conquistou a medalha de bronze, mas foi desclassificado pelo Tribunal Arbitral do Esporte em julho de 2017 por violações de doping. A medalha foi realocada ao russo Ilia Shtokalov.

## Calendário
Horário local (UTC-3)
| Dia          | Horário | Fase          |
| ------------ | ------- | ------------- |
| 15 de agosto | 09:00   | Eliminatórias |
| 15 de agosto | 10:00   | Semifinal     |
| 16 de agosto | 09:00   | Final         |

## Medalhistas
| Ouro   | GER Sebastian Brendel |
| Prata  | BRA Isaquias Queiroz  |
| Bronze | RUS Ilia Shtokalov    |

## Resultados

### Eliminatórias
Regras de classificação: 1º colocado para → Final e o restante para → Semifinais.

#### Eliminatória 1
| Pos. | Nome              | CON            | Tempo    | Notas |
| ---- | ----------------- | -------------- | -------- | ----- |
| 1    | Sebastian Brendel | GER Alemanha   | 3:58.044 | QFA   |
| 2    | Tomasz Kaczor     | POL Polônia    | 3:59.928 | QS    |
| 3    | Henrik Vasbányai  | HUN Hungria    | 4:01.953 | QS    |
| 4    | Dagnis Iļjins     | LAT Letônia    | 4:11.766 | QS    |
| 5    | Vincent Farkaš    | SVK Eslováquia | 4:12.295 | QS    |
| 6    | Martin Marinov    | AUS Austrália  | 4:33.166 | QS    |
| 7    | Mussa Chamaune    | MOZ Moçambique | 5:00.454 | QS    |

#### Eliminatória 2
| Pos. | Nome                     | CON                     | Tempo    | Notas |
| ---- | ------------------------ | ----------------------- | -------- | ----- |
| 1    | Isaquias Queiroz         | BRA Brasil              | 3:59.615 | QFA   |
| 2    | Martin Fuksa             | CZE República Checa     | 4:01.492 | QS    |
| 3    | Ilia Shtokalov           | RUS Rússia              | 4:02.626 | QS    |
| 4    | Carlo Tacchini           | ITA Itália              | 4:04.697 | QS    |
| 5    | Adrien Bart              | FRA França              | 4:10.043 | QS    |
| 6    | Buly da Conceição Triste | STP São Tomé e Príncipe | 4:54.516 | QS    |

#### Eliminatória 3
| Pos. | Nome               | CON             | Tempo    | Notas |
| ---- | ------------------ | --------------- | -------- | ----- |
| 1    | Serghei Tarnovschi | MDA Moldávia    | 4:05.193 | QFA   |
| 2    | Gerasim Kochnev    | UZB Uzbequistão | 4:08.127 | QS    |
| 3    | Mark Oldershaw     | CAN Canadá      | 4:13.600 | QS    |
| 4    | Pavlo Altukhov     | UKR Ucrânia     | 4:19.361 | QS    |
| 5    | Angel Kodinov      | BUL Bulgária    | 4:27.904 | QS    |
| 6    | Timur Khaidarov    | KAZ Cazaquistão | 5:30.030 | QS    |

### Semifinais
Os quatro ou três mais rápidos de cada semifinal qualificam-se para a final 'A'. Os quatro mais lentos de cada semifinal qualificam-se para a final 'B'

#### Semifinal 1
| Pos. | Nome            | CON             | Tempo    | Notas |
| ---- | --------------- | --------------- | -------- | ----- |
| 1    | Ilia Shtokalov  | RUS Rússia      | 3:58.259 | QFA   |
| 2    | Pavlo Altukhov  | UKR Ucrânia     | 3:58.574 | QFA   |
| 3    | Gerasim Kochnev | UZB Uzbequistão | 3:59.489 | QFA   |
| 4    | Tomasz Kaczor   | POL Polônia     | 3:59.836 | QFB   |
| 5    | Adrien Bart     | FRA França      | 4:08.593 | QFB   |
| 6    | Dagnis Iļjins   | LAT Letônia     | 4:20.181 | QFB   |
| 7    | Martin Marinov  | AUS Austrália   | 4:24.723 | QFB   |
| 8    | Timur Khaidarov | KAZ Cazaquistão | 5:33.919 |       |

#### Semifinal 2
| Pos. | Nome                     | CON                     | Tempo    | Notas |
| ---- | ------------------------ | ----------------------- | -------- | ----- |
| 1    | Martin Fuksa             | CZE República Checa     | 4:01.793 | QFA   |
| 2    | Carlo Tacchini           | ITA Itália              | 4:02.461 | QFA   |
| 3    | Henrik Vasbányai         | HUN Hungria             | 4:03.113 | QFB   |
| 4    | Mark Oldershaw           | CAN Canadá              | 4:03.493 | QFB   |
| 5    | Vincent Farkaš           | SVK Eslováquia          | 4:19.084 | QFB   |
| 6    | Angel Kodinov            | BUL Bulgária            | 4:30.574 | QFB   |
| 7    | Buly da Conceição Triste | STP São Tomé e Príncipe | 4:46.396 |       |
| 8    | Mussa Chamaune           | MOZ Moçambique          | 5:07.281 |       |

### Finais

#### Final B
| Pos. | Nome             | CON            | Tempo    |
| ---- | ---------------- | -------------- | -------- |
| 1    | Tomasz Kaczor    | POL Polônia    | 3:59.350 |
| 2    | Adrien Bart      | FRA França     | 4:00.911 |
| 3    | Vincent Farkaš   | SVK Eslováquia | 4:04.013 |
| 4    | Mark Oldershaw   | CAN Canadá     | 4:06.972 |
| 5    | Dagnis Iļjins    | LAT Letônia    | 4:10.084 |
| 6    | Angel Kodinov    | BUL Bulgária   | 4:10.102 |
| 7    | Martin Marinov   | AUS Austrália  | 4:15.524 |
| —    | Henrik Vasbányai | HUN Hungria    | DSQ      |

#### Final A
| Pos.              | Nome               | CON                 | Tempo        |
| ----------------- | ------------------ | ------------------- | ------------ |
| Medalha de ouro   | Sebastian Brendel  | GER Alemanha        | 3:56.926     |
| Medalha de prata  | Isaquias Queiroz   | BRA Brasil          | 3:58.529     |
| Medalha de bronze | Ilia Shtokalov     | RUS Rússia          | 4:00.963     |
| 5                 | Pavlo Altukhov     | UKR Ucrânia         | 4:01.587     |
| 6                 | Martin Fuksa       | CZE República Checa | 4:03.322     |
| 7                 | Gerasim Kochnev    | UZB Uzbequistão     | 4:04.205     |
| 8                 | Carlo Tacchini     | ITA Itália          | 4:15.368     |
| —                 | Serghei Tarnovschi | MDA Moldávia        | 4:00.852 DSQ |